# A Dél-afrikai Köztársaság történelme

## Az európaiak előtti kor

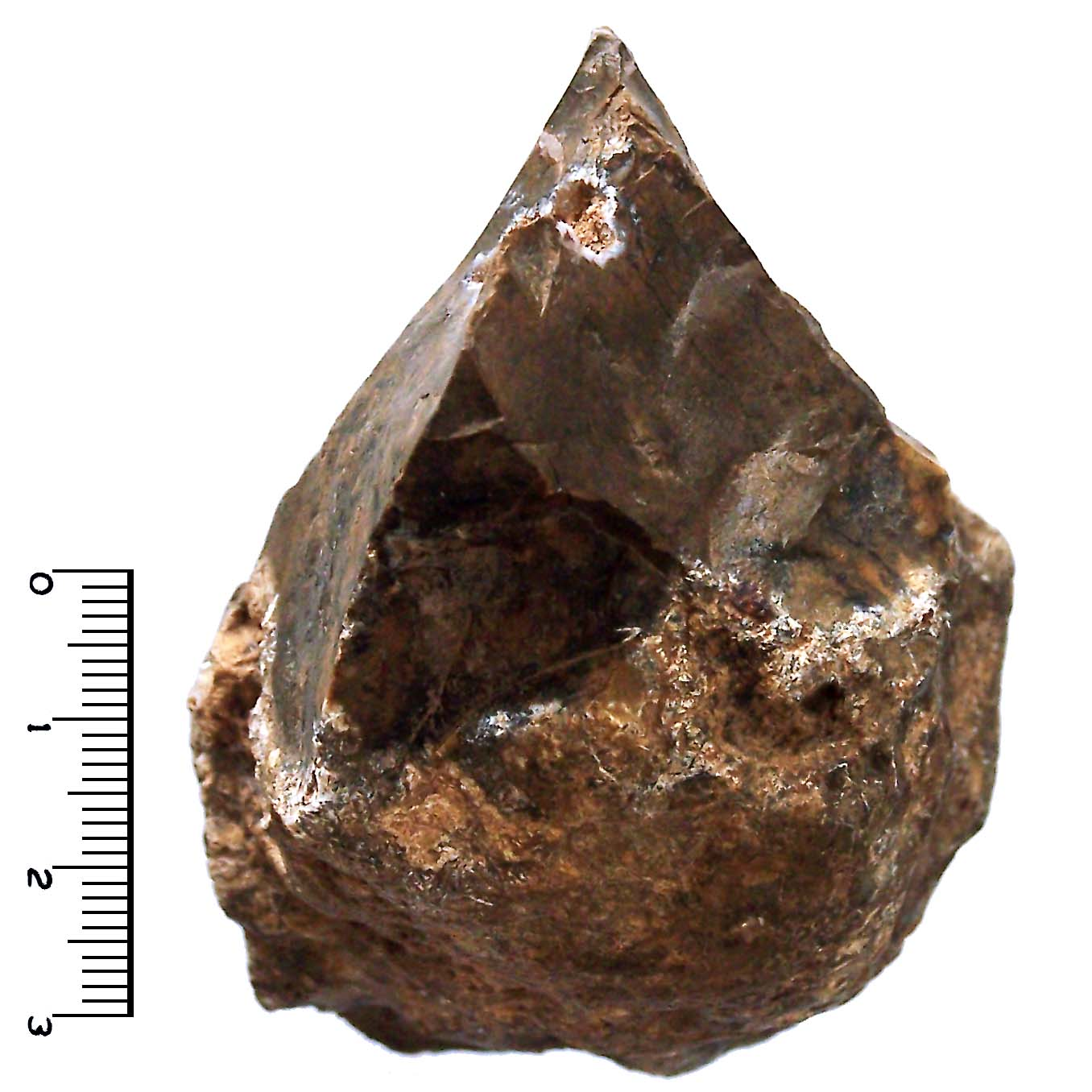
Szakóca az Oldowan kulturából

I. e. 4–2 millió évvel az ország területén éltek a legkorábbi ismert két lábon járó emberfélék. Dél-Afrika nagy valószínűséggel az egyike azon területeknek, ahol az emberré válás végbement. Az erről tanúskodó leletek Taung, Makapansgat, Kromdraai barlangjaiból kerültek elő. Az i. e. 2,5–1,5 millió éves első eszközkészítő (olduvai kultúra) és az i. e. 1,5 millió–120 000 éves chelles-i és az acheuléen kultúra lelőhelyei Suurkree, Klipplaatdrif ill. Three Rivers, Rooidam is itt találhatók. A paleolitikum korból szintén jelentős leletek kerültek elő. A Stellenbosch-, Mosselbaaifauresmith-, Glengrey- és a Still Bay kultúrához tartozó neolit kori leletek is ugyanitt jutottak napvilágra. A koponyaleletek ausztraloid (Cape-Flats és Florisbad) vagy busman jellegre (Boskop, Fishhoek) vallanak. Az i. sz. 1. évezred közepén a mai Zimbabwével határos országrészben volt található a legrégibb vaskori civilizáció központja, Mapungubwe.
Az európaiak megérkezésekor a déli területeket a pásztorkodó koikoik (hottentották) és a vadászó-gyűjtögető életmódot folytató szanok (busmanok) lakták. A bantu nyelveket beszélő népcsoportok soszák vagy koszák, zuluk, csvanák, szotók és vendák feltehetőleg a Zambézin át a Niger és a Kongó folyó közötti területről vándoroltak be, és i. sz. 300-ban már honosak voltak az egykori Transvaalban és Natalban. i. sz. 700. körül pedig már a Transkei térségében is laktak.

## Az európaiak megjelenése

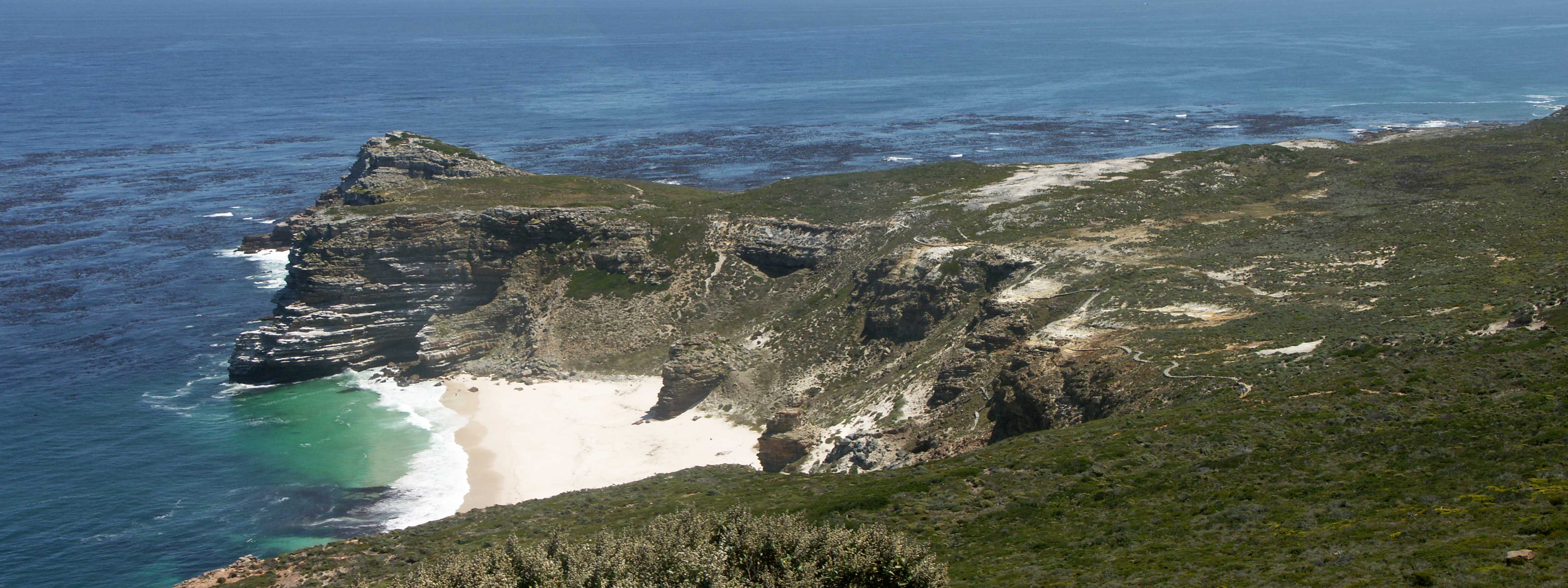
A Jóreménység-fok

A portugál Bartolomeu Dias 1488-ban kerülte meg a Jóreménység-fokát, de Jan van Riebeeck a Holland Kelet-indiai Társaság megbízásából csak 1652-ben létesített erődített támaszpontot a mai Fokváros helyén azzal a céllal, hogy az ellátási bázisul szolgáljon. Ennek nyomán hollandok és az 1685-ben eltörölt nantes-i ediktum következtében francia hugenották érkeztek az országba. Ezek utódai nevezték később magukat búroknak vagy afrikánereknek. (A holland eredetű dél-afrikai afrikaans boer szó jelentése: farmer, paraszt.) A búrok főként külterjes földműveléssel és állattenyésztéssel foglalkoztak. A rabszolgatartó búrok – egyrészt saját növekvő földigényük kielégítésére, másrészt az 1700-as évek elejétől fokozódó brit terjeszkedés és a német bevándorlók nyomására észak, északkelet felé hódítottak meg újabb területeket. Ugyanebben az időben a földművelő bantu törzsek (sosza, zulu) nyugati irányban terjeszkedtek. A fehér farmerek 1770 körül az ország belsejében rábukkantak a sosza törzsekre, melyekkel a következő száz év során, 1779 és 1878 között kilenc háborút vívtak. A legjelentősebb hadi eseményekre 1779–1781, 1789–1793, 1799–1803, 1811–1812, 1818–1819, 1834–1835, 1846–1847, 1850–1853 és 1877–1879 között került sor. Az összecsapások a soszák és az egymással is szemben álló búr és brit erők részvételével zajlottak és kaffer háborúk néven vonultak be a történelembe. A hadi helyzetet bonyolította, hogy a soszák sem voltak egységesek, mert egyes főnökök a gyarmatosítókkal való együttműködést, míg mások a katonai ellenállást részesítették előnyben, s emiatt egymással is szemben álltak. A harcok során a bennszülött törzseket leigázták, míg a legősibb lakosokat, a koiszan (hottentotta, busman) népeket kiirtották, illetve az ország sivatagos belső vidékeire űzték. Az utolsó háborúban a soszák döntő vereséget szenvedtek és területük végérvényesen a brit gyarmatbirodalom része lett, s közigazgatásilag Fokföldhöz került.
Az angolok 1795-ben szállták meg Fokföldet (a Jóreménység-foki gyarmatot, „Cape Colony”-t), melyet 1806-ra vettek végleg birtokba, amit az is elősegített, hogy Hollandiát ekkor már bekebelezte a napóleoni Franciaország. A britek lépését nemzetközileg a bécsi kongresszus (1814–15) is szentesítette. A búrok és az angolok közötti ellentét ebből az eseményből eredeztethető.

## A nagy trek
A brit uralom Fokföldön egyáltalán nem volt a búrok ínyére. Az 1830-as években bevezetett brit reformok a búrok körében mind nagyobb ellenállásba ütköztek – hisz a brit veteránok letelepítése 1820-tól és a rabszolgaság eltörlése 1834-ben a rabszolgamunkára alapult búr mezőgazdaságot a létalapjaiban fenyegette – és 1835-ben elindította a búrok tömeges vándorlását észak, északkelet felé. Ez volt a nagy trek (afrikaans nyelven a groot trek, a nagy vándorlás), amelynek során 1835 és 1838 között 10 000 búr kerekedett föl és hajtotta ökrös szekerét a hosszú úton.
Az új termőterületekért és lakóhelyért afrikaiakkal kellett felvenniük a harcot. Az Oranje és a Vaal folyókon átkelve, leghevesebb ütközeteiket a zuluk ellen vívták, akik maguk is birodalmi terjeszkedésük korát élték. 1810-ben Dingiswayónak, a zuluk legfőbb törzsfőnökének sikerült több zulu törzset összefogni, és ezzel megvetette utódai, Csaka és Dingaan számára egy katonai jellegű államszervezet alapjait. A zulu hódítások legnagyobb intenzitásukat Csaka király uralma alatt érték el. A zulu „királyság” központja a mai KwaZulu-Natal tartomány északi részén volt. Csaka a reguláris hadsereget megközelítő szervezettel sajátos harci taktikát és új fegyvereket vezetett be, miáltal a zulu hadsereg valamennyi szomszédos törzzsel szemben fölénybe került. Ezt az ütőképes katonai szervezetet Dingaan sikerrel alkalmazta a búrok elleni védekező harcban és még a brit csapatokat is többször megfutamította. A törzsek összefogása – Csaka parancsnoksága alatt csaknem száz törzs állott – hatékony ellenállást jelentett a búrok ellen.

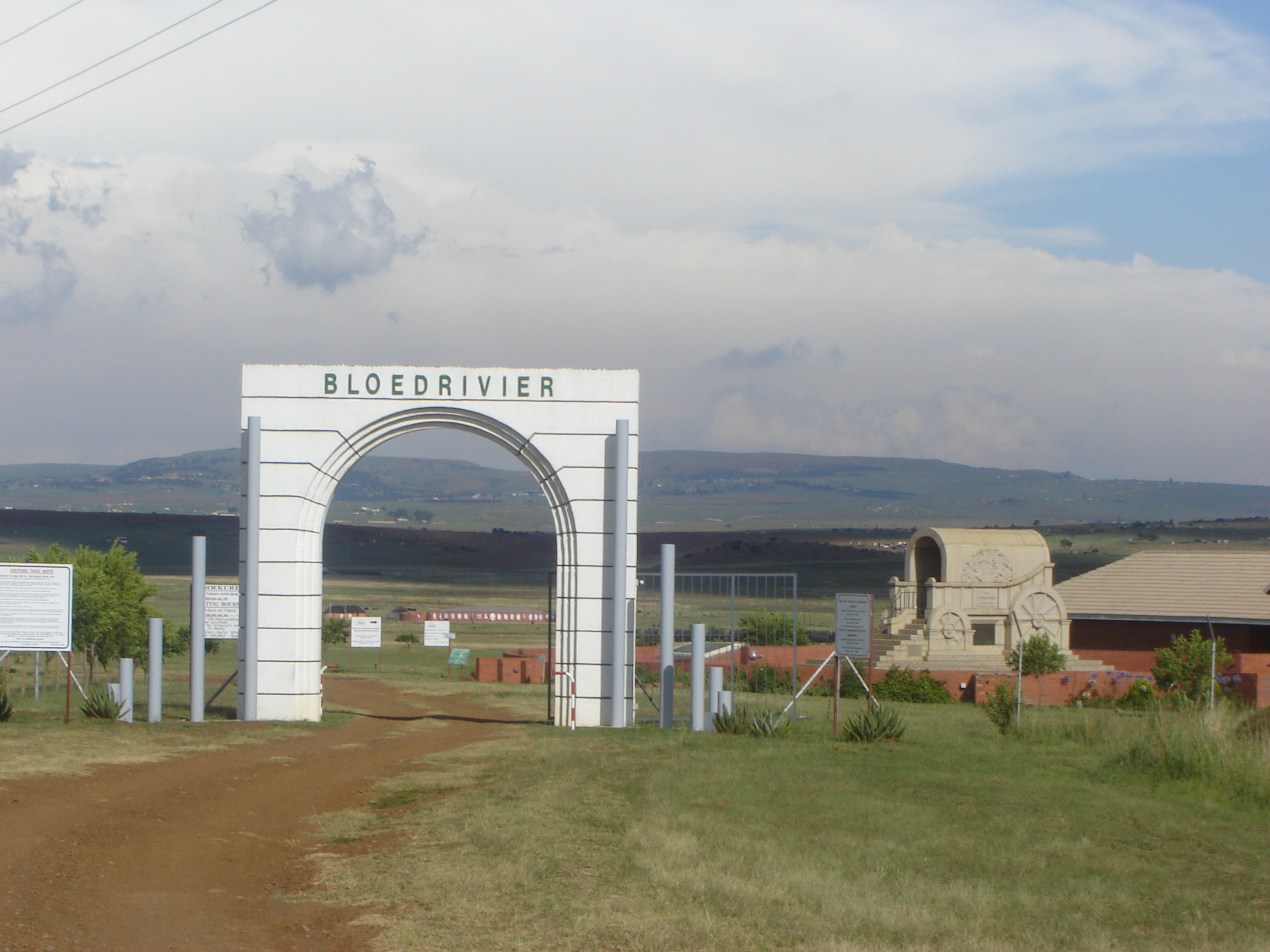
A Blood-folyói csata emlékműve

1838-ban került sor egy híressé vált csatára, a Ncome nevű folyó partján, ahol 12 000 zulu harcos támadott meg egy szekértábort, amelyben 470 búr sáncolta el magát. A búrok imádkoztak a győzelemért és megfogadták, hogy ha túlélik az ütközetet, ezt a napot mindig a hálaadás napjaként fogják megünnepelni. Bár a búrok a korabeli megbízhatatlan elöltöltő puskákkal voltak felfegyverkezve, a tömeges tűzerővel szemben a buzogányok és lándzsák gyengének bizonyultak. A csatában 3000 zulu esett el, és mindössze három búr szenvedett könnyebb sebesülést. A Ncome folyó vöröslött a kiontott vértől – a mai napig is Blood (Vér-folyó) a neve. Ez az ütközet végül is döntőnek bizonyult és a végső győzelmet jelentette a zuluk felett. A csata napja – december 16. – a Fogadalom Napja lett: egészen 1994-ig így is ünnepelték meg. Még ma is állami ünnep, a Megbékélés Napjaként tartják számon.
A győztes búrok 1840-ben – a mai KwaZulu-Natal tartomány területén – kikiáltották saját Natal Köztársaságukat, ezt azonban Nagy-Britannia 1843-ban bekebelezte. A búrok ekkor ismét fölkerekedtek, s Andries Pretorius vezetésével sok búr vándorolt tovább a Vaal-folyón túli területre, ahol négy búr köztársaságot hoztak létre: Potchefstroomot, Lydenburgot, Klipriviert, Zoutpansberget és Utrechtet, amelyek 1849-ben föderációban (Vereenigden Bond) egyesültek, ebből alakult meg 1852-53-ban a Transvaal Köztársaság. Az újabb trek során leigázták az Oranje folyón és a Drakensberge hegységen túl élő bennszülött törzseket és létrehozták 1854-ben Oranje Szabadállamot, a másik búr köztársaságot, amely megszerezte a Winburgi Köztársaság területét is. Ezek az államok lettek a konzervatív afrikáner társadalom fő bázisai, s a két állam szuverenitását az 1850-es években a britek is elismerték. További államokként létrejött Goosen és Stellaland, amelyek 1883-as egyesülésével létrejött a Stellalandi Egyesült Államok. Ezt előbb Transvaal próbálta annektálni, de 1884-ben a britek fegyverrel hódították meg a területet.

## Gazdasági fellendülés, az angol–búr háborúk

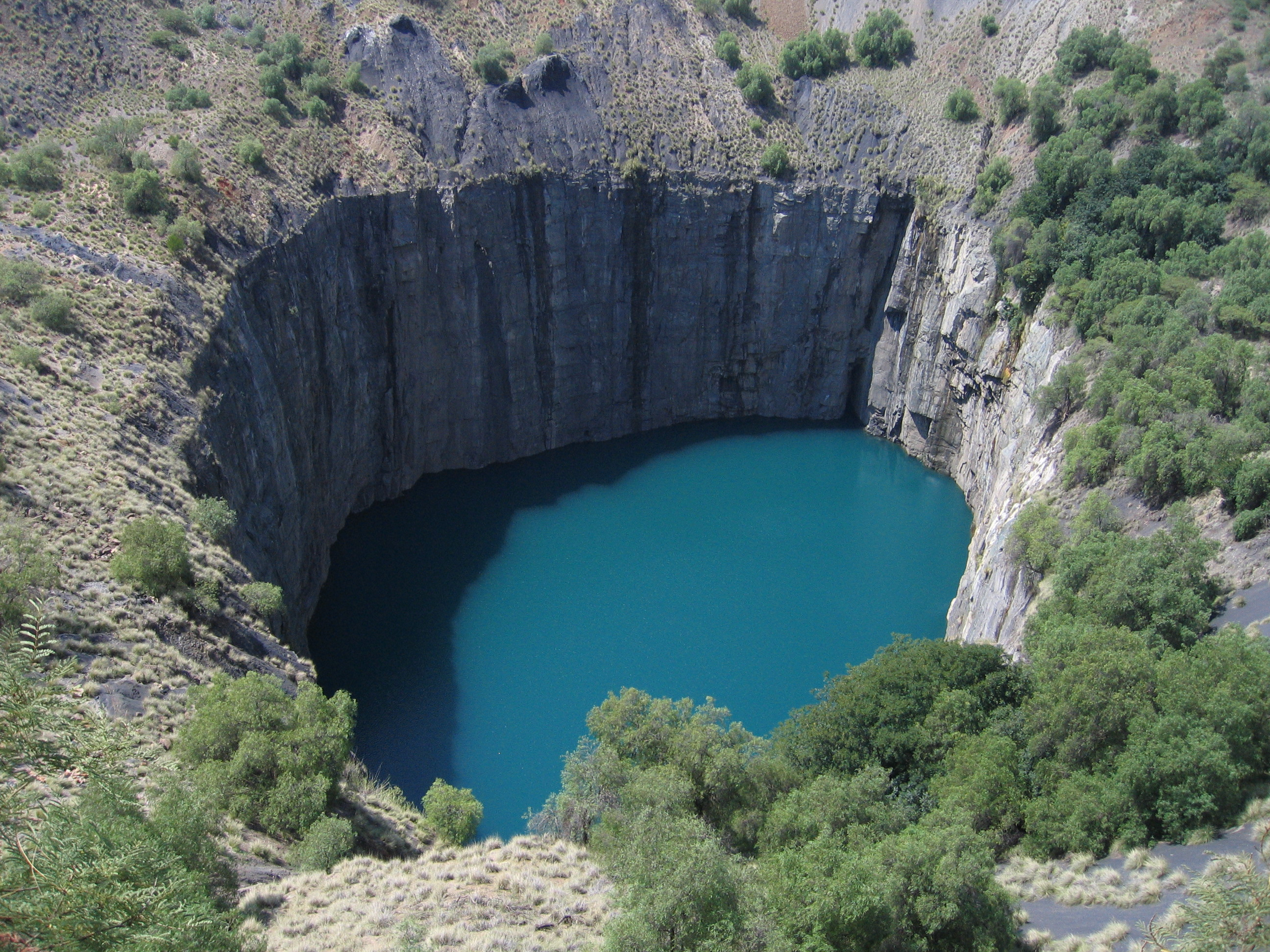
A Big Hole Kimberleynél

A két búr köztársaság létrejöttével alakultak és növekedtek a belső területek első nagyobb városai (pl. Pietermaritzburg) és az Indiai-óceán partvidékének kikötői (pl. Durban). 1860-tól a britek indiai szerződéses munkásokat alkalmaztak és telepítettek le Natal cukornádültetvényein, mivel a zulukat ekkor még nem fosztották meg teljesen földjeiktől. 1867-ben fedezték fel a kimberley-i gyémántlelőhelyeket, amit a britek 1870-ben birtokba vettek, majd 1877-ben annektálták Transvaalt is. A Paulus Krüger („Krüger apó”) által vezetett búr felkelés (az első búr háború) végül 1881-ben, a rosszul vezetett brit haderő Majuba Hillnél elszenvedett vereségének hatására, rákényszerítette a briteket Transvaal függetlenségének az újbóli elismerésére. Egyidejűleg az 1870-es években a zuluk legfőbb törzsfőnöke, Cetywayo még egyszer megkísérelte, hogy valamennyi zulu törzset egyesítse a brit birodalom alóli felszabadulás érdekében, de 1879-ben a túlerővel szemben vereséget szenvedett. 1877-ben a britek megszállták Zuluföldet és protektorátussá tették.
1884-ben a világ legnagyobb aranytelérére bukkantak a Witwatersrandon. Ezzel megkezdődött a Fokföld ipari fejlődése, majd az aranymezőkhöz vezető vasút kiépítésével a búr köztársaságoké is. Aranyásótáborból várossá növekedett Johannesburg, amelynek 1889-ben már 50 000 lakosa volt. Pretoria és Kimberley között létrejött Afrika legnagyobb iparvidéke, amely sok európai bevándorlót is ide vonzott. Gomba módra szaporodtak a majdani nagy iparvárosok elődei, kikötők, közutak és vasútvonalak épültek, létrejöttek a modern bankrendszer alapjai. Sorra hozták létre az európai tőkeérdekeltségekhez szorosan kapcsolódó, monopolhelyzetre törekvő társaságokat és konszerneket. Az 1880-as években a britek meghódították Grikvalandot, Transkeit, Pondolandot és Tembulandot, majd dél-afrikai gyarmataik határainak megerősítése után a fekete lakosságot rezervátumokba szorították vissza. 1890–96 között a brit bankok és pénzügyi társaságok megbízásából Cecil Rhodes volt Fokföld miniszterelnöke, aki megalapította a Brit Dél-afrikai Társaságot. A társaság megbízásából 1895-ben Leander Starr Jameson vezetésével kalandorok egy csapata megtámadta Transvaalt („Jameson-rajtaütés”) , de szétverték őket. Ez az esemény is része volt az afrikai hegemóniára törekvő brit politikának, ami végül is a nagy véráldozatokat követelő második búr háborúhoz vezetett (1899–1902). A háború kirobbantására az adott okot, hogy a Transvaalba bevándorolt brit állampolgárok teljes polgárjogot követeltek maguknak. Nagy-Britannia támogatta jogigényüket, mert érdekeltségei fűződtek az aranybányák kitermeléséhez. A háború elején 1899-ben Nagy-Britannia sorozatban megalázó vereségeket szenvedett. A Brit Birodalom emberfölényének és korlátlan erőforrásainak hatása azonban hamarosan megmutatkozott. A fordulat a háborúban 1900 januárjában következett be. A brit csapatok 100 000 katonája már partra szállt, 30 000 úton volt, és még további 30 000 várt behajózásra. Ezzel szemben a két búr köztársaságban 47 000 transvaali, 4500 idegen, 10 000 uitlandi, 27 500 oranjei és 7000 felkelő állt fegyverben. A britek a harcokban új haditechnikát és taktikát is bevetettek (gyorstüzelő fegyverek, drótakadályok, lövészárkok). A búrok fővárosai – Bloemfontein, majd Pretoria – rövidesen elestek. Néhány ezer makacsul ellenálló búr („bittereinders”) gerillaháborúba kezdett, amely két esztendeig húzódott, a háborút lezáró vereenigingi békét 1902 májusában kötötték meg. A háborúban a civil lakosságot az angolok koncentrációs táborokat hoztak létre, azzal az ürüggyel, hogy máskülönben éhen vesznének. A táborokban járványok törtek ki és több mint 40 000 ember lelte halálát, fehérek és feketék egyformán. A britek mindazonáltal végül is nagyvonalúnak bizonyultak a békekötésben: vállalták, hogy anyagilag kárpótolják a búrokat, és szavatolták politikai szabadságjogaikat. A legyőzött búr köztársaságok brit gyarmatokká lettek, melynek eredményeként a Dél-afrikai Unióban egyesítették Fokföld, Natal, Oranje és Transvaal tartományokat. 1910. május 10-én kiáltották ki az új, Nagy-Britanniával perszonálunióban álló autonóm domíniumot.

A Dél-afrikai Unió brit domínium első zászlaja.
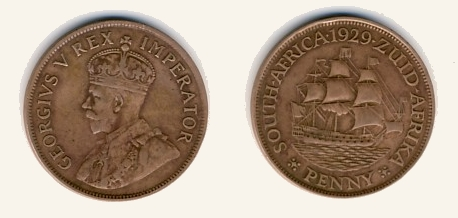
V. György brit király dél-afrikai 1 pennys érméjének elő- és hátoldala. A Dél-afrikai Unió minden érméjén az aktuális brit uralkodó portréja szerepelt V. Györgytől II. Erzsébetig.
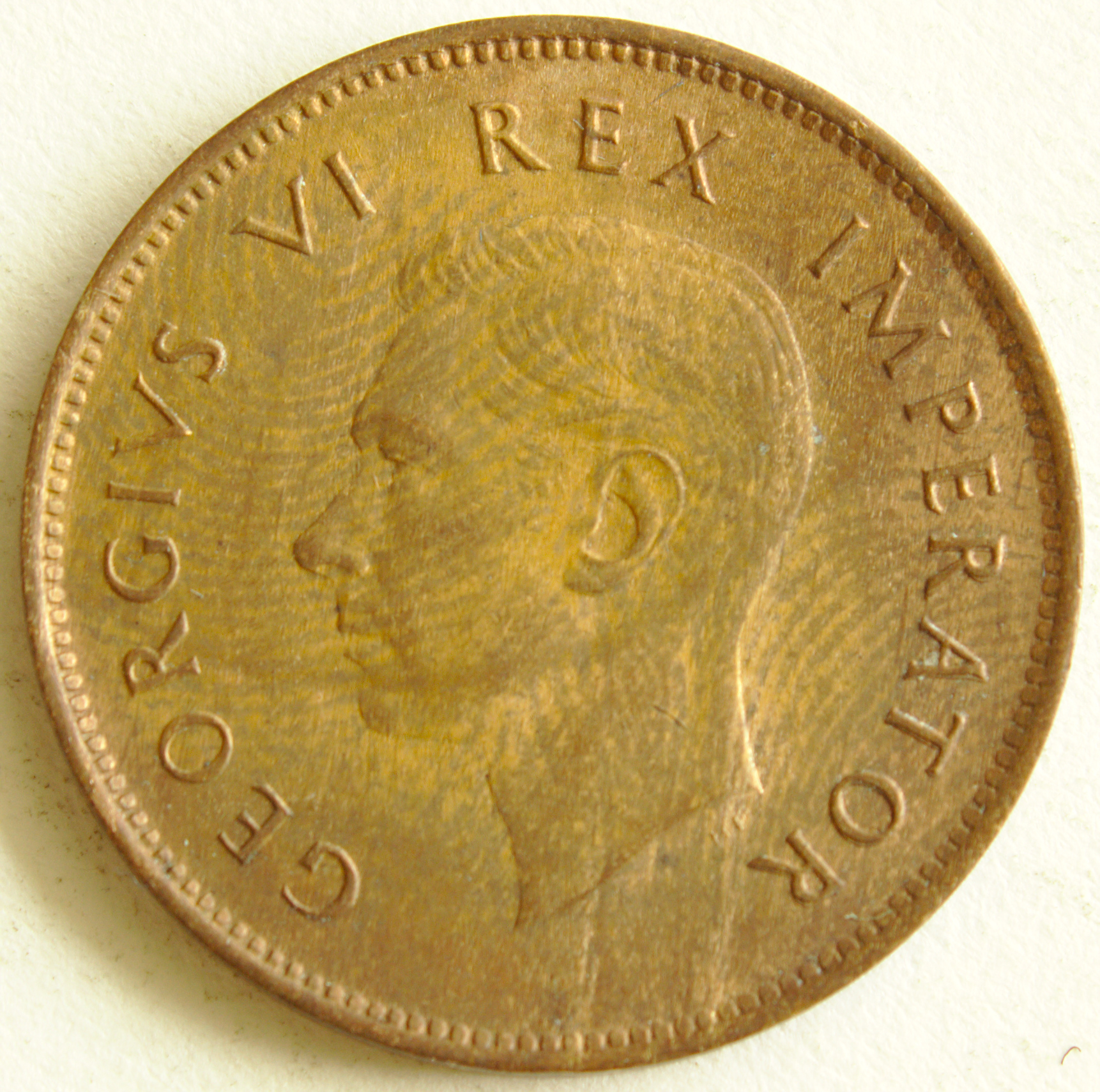
VI. György király dél-afrikai farthing (1/4 penny) érméjének előoldala az uralkodó képmásával.
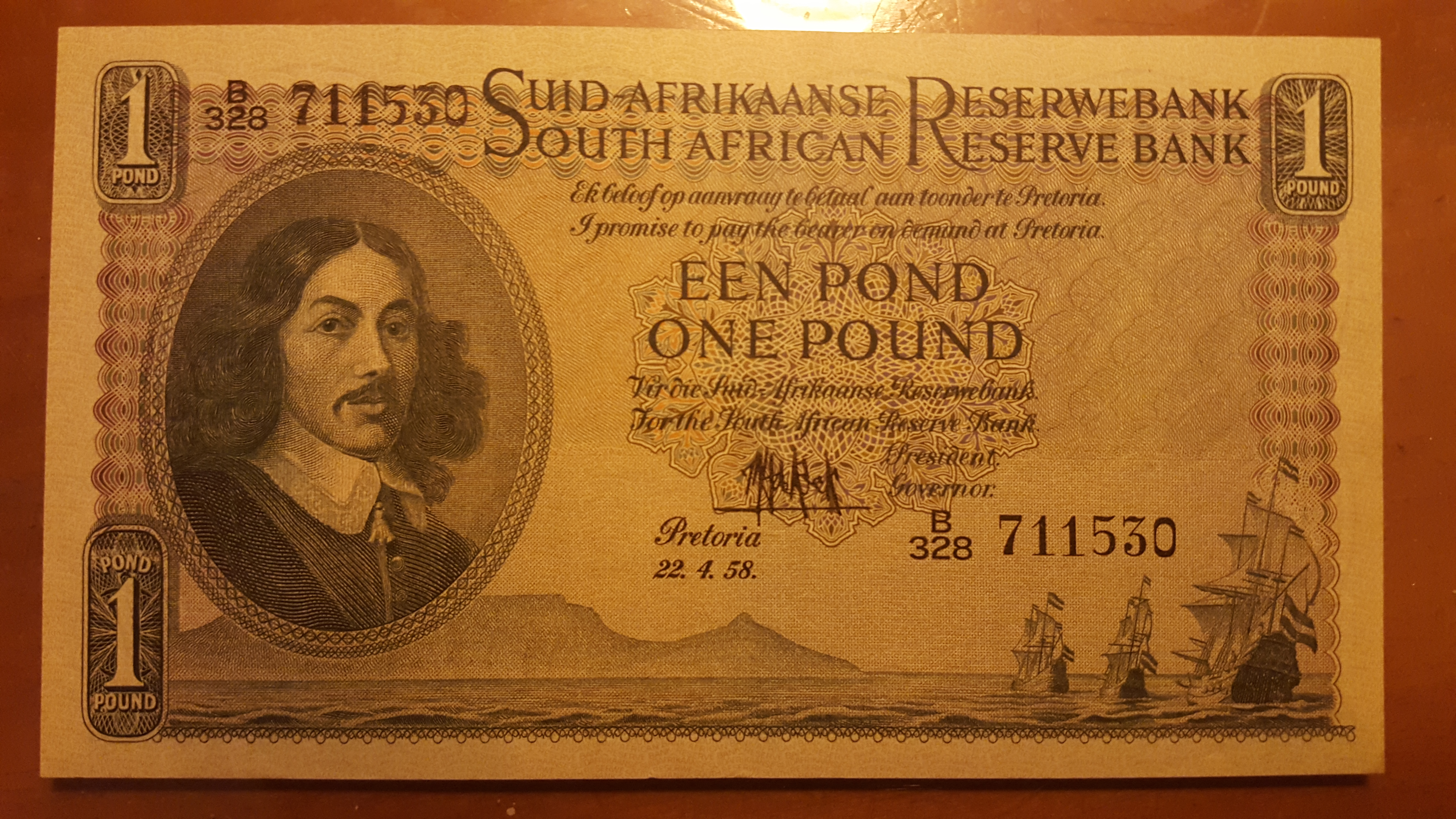
A Dél-afrikai Unió 1 fontos bankjegye 1958-ból, Jan van Riebeeck (1619-1677) portréjával. A dél-afrikai font a brit font-sterlinggel volt egyenértékű.
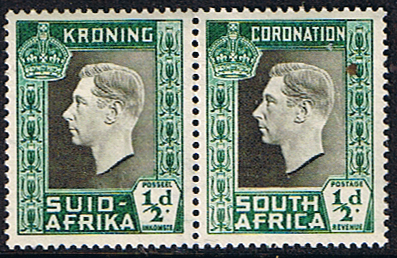
VI. György király koronázása alkalmából kibocsájtott Dél-afrikai Uniós félpennys bélyegpár.

## Az első politikai szerveződések és a faji elkülönítés kezdetei
A Dél-afrikai Unió létrejöttével a feketéket – a Fokföld kivételével, ahol korlátozott szavazati joggal rendelkeztek – teljesen kirekesztették a kormányzásból. Az indiaiak az ígért teljes egyenjogúságot a szerződésben kikötött idő leteltével sem kapták meg. Így fokozatosan szervezett formát öltött a színes bőrű lakosság ellenállása. Itt indult 1893-ban Mahátma Gandhi politikai pályafutása, aki 1894-ben megalapította a Natal Indiai Kongresszusa nevű politikai s társadalmi szervezetet, majd 1906 és 1913 között passzív ellenállást szervezett az indiaiakat sújtó korlátozó törvények ellen. 1906-ban robbant ki a zuluk utolsó fegyveres felkelése, a bambata-felkelés, melynek közvetlen kiváltó oka a fejadó bevezetése volt. 1911-től sok törvény született a faji megkülönböztetésre: pl. a nem fehéreket kizárták a kvalifikált munkákból; 1913-tól törvény tiltotta, hogy afrikaiak a rezervátumokon kívül földtulajdonnal rendelkezzenek. A feketéket szegregáló intézkedések ellen jött létre 1912-ben az első nagy tömegeket mozgósítani képes fekete-afrikai politikai szervezet, az Afrikai Nemzeti Kongresszus (ANC). Az afrikai lakosság széles rétegeit egyesítette a Clements Kadalie vezetésével 1919-ben alakult Ipari és Kereskedelmi Dolgozók

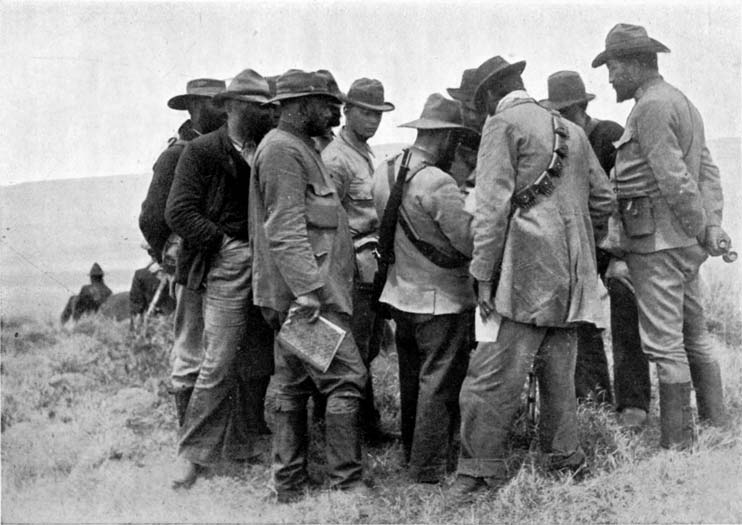
Búr tábornokok tanácskoznak

Szövetsége elnevezésű szakszervezeti központ (Industrial and Commercial Workers’ Union of Africa; ICU), amely az első években a parasztok sztrájkjait és akcióit is szervezte. A Dél-afrikai Munkáspárton belül, mely párt a fehér lakosság szegényebb rétegeiből alakult, jött létre 1915-ben az Internacionalista Szocialista Liga, amely fellépett az első világháború ellen és nem rasszista alapelveket követett.
1914-ben néhai búr tisztek és vezetők felkelést robbantottak ki, abban bízva, hogy a németek ellen is harcoló brit és gyarmati csapatoknak nem lesz módjuk fellépni ellenük. Kiáltványukban a búr függetlenség visszaállítását követelték, de nem különválasztva Oranje és Transvaal államokra, hanem egy egységes dél-afrikai búr köztársaságban. A felkelést fél éven belül leverték.
A búrok háborús vezetői – „a tábornokok” – közül többen a politikai élet előterébe kerültek a békekötés után. A Nagy-Britanniával való kibékülést propagáló Dél-afrikai Párt Louis Botha (1910–19) és Jan Christian Smuts (1919–24 és 1939–48) személyében két olyan búr miniszterelnököt adott, akik tábornokként vettek részt az angol–búr háborúban és a búrok között nagy népszerűségnek örvendtek és akiket az angolok is nagyra tartottak.
1914-ben J. Herzog alapította a búr Nemzeti Pártot, amely a brit hatalmi struktúrával szemben lépett fel.

## A faji elkülönítés fokozása
Az első világháborúban az Unió az Antant oldalán harcolt miután hadat üzent a központi hatalmaknak. Csapatai 1915-ben elfoglalták Német Délnyugat-Afrikát (a mai Namíbiát), melyet 1920-ban mandátumként a Népszövetségtől meg is kapott. 1921-ben alakult meg a szélsőségesen nacionalista Afrikaner Broederbond (Afrikáner Testvériség), és 1923. után kiéleződött a faji megkülönböztetés. 1924-ben a Herzog vezette Nemzeti Párt jutott hatalomra, s a Munkáspárttal koalícióban alakított kormányt. Az ország rövid időn belül regionális gazdasági nagyhatalommá vált. A szomszédos országokból, döntően korlátozott időtartamra toborzott fekete munkaerő révén alacsony szintre szorították a munkabéreket. Ez kiváltotta a helyi afrikai, kisebb részben ázsiai bányászok és ipari munkások tiltakozását, melyhez a fontosabb bányavidékeken a fehér munkások is csatlakoztak, bár nem szervezett formában. Az ellenállás letörésére megkezdődött a faji megkülönböztetés rendszerének törvények és rendeletek útján történő kiépítése. 1925-ben a hivatalos nyelv rangjára emelték az afrikaans nyelvet, ami már a búr érdekcsoportok megerősödését jelezte. 1926-ban bevezették a munkahelyi és a lakóhelyi faji elkülönítést. A nagyvárosokban townshipeket, úgynevezett bennszülött negyedeket alakítottak ki. 1927-ben büntetendőnek minősítették a fehérek és feketék szexuális kapcsolatát, amivel a kormány a rasszista korlátokat kívánta megerősíteni megakadályozva a keveredést. A törvényeket kiterjesztették a Népszövetség mandátuma alapján igazgatott Délnyugat-Afrikára is. 1931-ben korlátozták a nem fehérek választójogát. Ugyanebben az évben az Unió teljes szuverenitást kapott a Brit Nemzetközösség keretében.
1931-ben az országot súlyos aszály sújtotta, melynek nyomán marhavész lépett fel, s ez még inkább elmélyítette az 1929-31-es világgazdasági válság hatásait. A sztrájkmozgalom megerősödött, a szakszervezetek aktivizálódtak, a feketék szabad költözésének korlátozása ellen útlevél égetési kampányok kezdődtek. 1935-ben megalakult a Nemzeti Felszabadítási Liga. A megelőző évben a két legbefolyásosabb fehér párt, a Dél-afrikai Párt és a Nemzeti Párt egyesült. Az új párt neve Egyesült Dél-afrikai Nemzeti Párt lett. Ugyanebben az évben Daniel F. Malan megalakította a „megtisztított” Nemzeti Pártot, melyhez sokan csatlakoztak. A fokozódó elégedetlenség letörésére a Herzog és Smuts vezette koalíciós kormány szigorította a faji elkülönítést. 1936-ban létrehozták a Bennszülött Kúria intézményét, ami jogosult volt három fehér politikust választani, akik a parlamentben képviselték a fekete lakosság érdekeit. Ezzel a feketék választójoga formálisan is megszűnt. 1937-ben jött létre a Bennszülöttek Képviseleti Tanácsa, ami a faji rendelkezések betartását felügyelte.

## Azapartheid

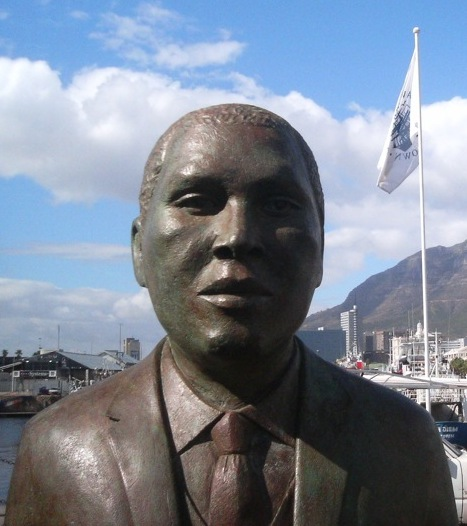
Albert Luthuli szobra

A második világháború kitörése a koalíció szakadásához vezetett, mivel Herzog a semlegesség mellett foglalt állást, de a parlament Nagy-Britannia támogatását szavazta meg. Herzog lemondása után Malan pártjához csatlakozott. A Smuts vezette kormány hadat üzent a tengelyhatalmaknak, s dél-afrikai csapatok Észak-Afrikában, majd Dél-Európában harcoltak a német és olasz hadseregek ellen. A belpolitikai megosztottság 1942-ben, a lendületes gazdasági fejlődés ellenére államcsínykísérlethez vezetett, ami meghiúsult. Az anyaország elleni hangulatot szították a búr tőke megerősödése és az iparban megjelenő első komolyabb amerikai érdekeltségek. 1949-ben a búr Nemzeti Párt került hatalomra, s az új kormány hivatalosan is meghirdette az apartheidet. A mereven tekintélyelvű konzervatív kormány mintegy 46 évig tartotta kezében a kormányrudat. Az alapvető apartheidtörvények legtöbbjét dr. Daniel François Malan, volt holland református lelkész első nemzeti párti kormánya idején hozták meg. Az apartheid igazi atyjának mégis Hendrik Verwoerd bennszülöttügyi minisztert tartották. A parlament 1950-ben hozta meg az erkölcstelenségről, a népesség-nyilvántartásról, a fajok szerinti területi csoportosításról és a nyilvános helyeken érvényes elkülönítésről szóló törvényeket. E törvények megtiltották a fehérek és a „nem fehérek” közötti házasságkötést és nemi kapcsolatot, biztosították, hogy a fehérek, a feketék és az ázsiai színesbőrűek a városokban külön-külön területeken lakjanak, rendszerint úgy, hogy a fehérek zöldövezeti negyedben laktak, míg a feketéket és a színes bőrűeket városszéli körzetekbe telepítették ki. A „beáramlást szabályozó” rendszer intézkedései szerint a városban lakó feketéknek útlevélhez hasonló dokumentumot („pass”-t) kellett magukkal hordaniuk, ezzel igazolták, hogy jogosan tartózkodnak az elkülönített területen. A törvény nem ismerte el a feketék szakszervezeteit, tagjaiknak megtiltották a szervezett tárgyalásokon való részvételt, és megvonták tőlük a sztrájkjogot is. Az ANC eleinte passzív ellenállást hirdetett, ezt azonban a kormányzat erőszakkal elnyomta. Az Albert Luthuli (1960-ban Nobel-békedíjas) által vezetett ANC-ből 1959-ben kivált a Pánafrikai Kongresszus (PAC) , melynek Robert Sobukwe volt a vezetője. A PAC erőszakmentes akciója a fekete-afrikaiakat megkülönböztető útlevéltörvény ellen 1960. március 21-én Sharpeville-ben vérengzéshez vezetett, melynek során a rendőrség 67 embert ölt meg. Nem sokkal ezután, 1960. április 18-án betiltották az ANC-t és a PAC-t.
A Dél-afrikai Unió az ötvenes években beruházásokkal és intenzív iparfejlesztéssel erőteljes térhódításba kezdett az ENSZ gyámsági területeként dél-afrikai közigazgatás alatt meghagyott Délnyugat-Afrikában, a brit koronagyarmat Rhodesiában és Nyaszaföldön, s formálisan is törekedett a brit protektorátus alatt álló Basutóföld, Szváziföld és Becsuánaföld annektálására.

## A Dél-afrikai Köztársaság létrejötte és abantusztánokpolitikája

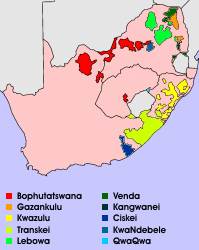
A dél-afrikai bantusztánok

Miután a volt afrikai gyarmatok egymás után nyerték el függetlenségüket, hevesen támadták a rasszista Dél-Afrikát. A kormány, melynek élén 1958 óta Verwoerd állt, népszavazást rendezett, amelyen csak a fehérek vehettek részt. A népszavazás igen csekély többséggel a Nagy-Britanniával fennálló perszonálunió, azaz II. Erzsébet királynő államfősége, a dél-afrikai monarchia helyett a köztársaság bevezetése mellett döntött. Ennek következményeként a Dél-afrikai Unió 1961. január 31-vel kilépett a Nemzetközösségből és megszűnt, ugyanakkor felvette a Dél-afrikai Köztársaság nevet.
1963-ban megkezdték a bantusztánok felállítását. Az apartheid szorgalmazóinak az volt a céljuk, hogy egy olyan, fehérek uralta Dél-Afrikát hozzanak létre, ahol szinte egyetlen fekete sem tarthat igényt állampolgárságra. Ezt olyan rendszer alapján kívánták elérni, amelyben gúnyosan „bantusztánoknak” nevezett etnikai alapú rezervációkat, úgynevezett törzsi homelandeket alakítottak ki. Amikor a feketéket a „fehérek” számára fenntartott városokból és egyéb területekről elköltöztették, a megfelelő homelandben telepítették le őket, amelyeknek jogilag polgárai voltak. A homelandek megfelelő időben folyamodványt nyújthattak be a dél-afrikai kormányhoz, amelyben autonómia megadását kérhették, hogy végül „függetlenséget” nyerhessenek. A homelandeket munkaerőforrásnak tekintették, és a kormány külön koncessziókat nyújtott „határ menti ipari létesítmények” céljára – olyan érdekeltségeknek, amelyek hajlandók voltak gyáraikat vagy a homelandek területére vagy azok határaihoz közel telepíteni. A feketéknek összetett követelményrendszernek kellett megfelelniük, ha a homelandeken kívüli városok valamelyikében akartak letelepedni, a legtöbben szerződéses munkát vállaltak, így lakhatási joguk attól függött, hogy rendelkeznek-e – rendesen évente megújítandó – érvényes munkaszerződéssel.
A széles körű ellenállás leküzdésére 1963 novemberében választásokat tartottak az első bantusztán-államban, Transkeiben, amelynek Kaizer Matanzima lett a miniszterelnöke. 1994-ig, az apartheid rendszer összeomlásáig tíz bantusztán jött létre, melyek közül négy – Bophuthatswana, Transkei, Ciskei és Venda - vált „függetlenné”, jóllehet ezt a függetlenséget saját vezetőiken kívül csak a Dél-afrikai Köztársaság ismerte el.

## Az apartheid elleni harc
A Dél-afrikai Köztársaságot az apartheid miatt számos ENSZ határozat ítélte el. 1963-ra a Föld országainak kb. kétharmada bojkottálta az országot, melyet több nemzetközi szervezetből kizártak illetve kilépett. A teljes elszigeteltségtől azonban ekkor még megmentette az Egyesült Államok és Nagy-Britannia politikája.
Az ANC betiltása után tovább szilárdult az apartheid és a kormányzat minden ellenállást elfojtott. Az 1962-ben érvénybe lépett „szabotázstörvény” alapján 1964. június 12-én Nelson Mandelát, Albertina Sisulut és még hat vádlottat a Rivonia-perben életfogytiglani fegyházra ítélték. 1964 novemberében Verwoerd kivégeztette Vuyisile Mini, Wilson Khayinga és Zinakile Mkaba szakszervezeti vezetőket. Az antidemokratikus intézkedések a hatvanas évek második felében is folytatódtak. 1966 szeptemberében meggyilkolták Verwoerd miniszterelnököt, utóda Balthazar Johannes Vorster lett.
Ugyanebben az évben szüntette meg az ENSZ a Dél-afrikai Köztársaság mandátumát Délnyugat-Afrikára, amelynek katonai megszállása azonban továbbra is fennmaradt. A szomszédos fekete-afrikai országok, a „frontországok” egységes fellépést sürgettek az apartheid ellen. 1971-ben Mogadishuban nyilatkozatot fogadtak el a feketék fegyveres ellenállásának támogatásáról. A nemzetközi bojkott és a belső ellenállás erősödése ellenére a gazdaság fejlődött. Vorster miniszterelnöksége (1966–1978) alatt lettek függetlenek a brit protektorátusuk: Becsuánaföld Botswana néven, Basutóföld pedig Lesotho néven 1966-ban, Szváziföld 1968-ban. A Dél-afrikai Köztársaság 1975-től a Jonas Malheiro Savimbi vezette UNITA oldalán kiterjesztette hadműveleteit Angola területére, csapatai változó intenzitással részt vettek az angolai polgárháború eseményeiben.
1976 júniusában, miután kötelezővé tették az afrikaans nyelvet az iskolákban, Sowetóban és más nagyvárosokban tömeges diáktüntetésekre került sor. Az augusztusi nagy sztrájk után kihirdették a rendkívüli állapotot. Ennek folyományaként, valamint a Steve Biko diákvezér 1977 szeptemberében bekövetkezett halála után kirobbant, több száz halálos áldozatot követelő újabb zavargások miatt, betiltottak 18 ellenzékinek nyilvánított politikai szervezetet. 1979-ben Pieter Willem Botha került a kormány élére.

## Bojkott és polgárháború

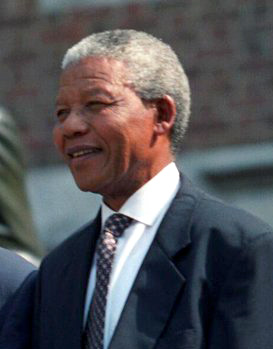
Nelson Mandela

A Dél-afrikai Köztársaság a hetvenes évek közepétől permanens háborút viselt mind belpolitikai, mind külpolitikai értelemben. Szomszédjaira (többek között Angolára és Lesothóra), azzal az indokkal, hogy támaszpontokat biztosítanak az ANC, illetve a PAC terrorakcióihoz, újra meg újra megtorló csapásokat mért. Sok konfliktus forrása volt a Namíbia feletti végrehajtó hatalom is. Emiatt ellentétbe került az ENSZ-szel, és súlyos harcokba keveredett a SWAPO-val, a namíbiai ellenállási mozgalommal.
1983-ban népszavazást rendeztek – kizárólag fehér szavazók részvételével: azt remélték, ezzel bebizonyíthatja az ország, hogy egy demokratikusabb kormányzati berendezkedés felé mozdult el. A népszavazás egy új, háromkamarás parlamenti rendszert hagyott jóvá, amelyben külön-külön háza volt a fehéreknek, a színes bőrűeknek és az ázsiaiaknak, a hatalom azonban továbbra is szilárdan a fehérek kezében maradt, főleg az államelnökében. A parlament 1984-ben új alkotmányt fogadott el, melynek értelmében Pieter Botha miniszterelnököt végrehajtó hatalommal rendelkező államfővé választották. Ez az új dél-afrikai alkotmány a feketéknek nem adott érdemben választójogot. A feketék körében elégedetlenséget keltett az, hogy nem származott valós hasznuk az új alkotmányból. Az ókonzervatív afrikánerek viszont úgy vélték, hogy túl sok jogot adtak ki a kezükből, ezért kiváltak a Nemzeti Pártból és saját Konzervatív Pártot alapítottak. Az erősödő apartheid ellenes mozgalom hatására a kormány az elnök koncepciója alapján mérsékelt reformtervezetet dolgozott ki, mely szerint úgynevezett háromfajú parlamentet hoztak volna létre. Az alkotmány azonban, ahogyan ezt többen is megjósolták, csődöt mondott. Ráadásul ez a kudarc egy olyan időpontban következett be, amikor – nagyrészt a nemzetközi kereskedelmi szankciók következtében és a külföldi tőkének az országból való menekülése nyomán – aggasztó mértékű gazdasági hanyatlás kezdődött.

## Az apartheid vége

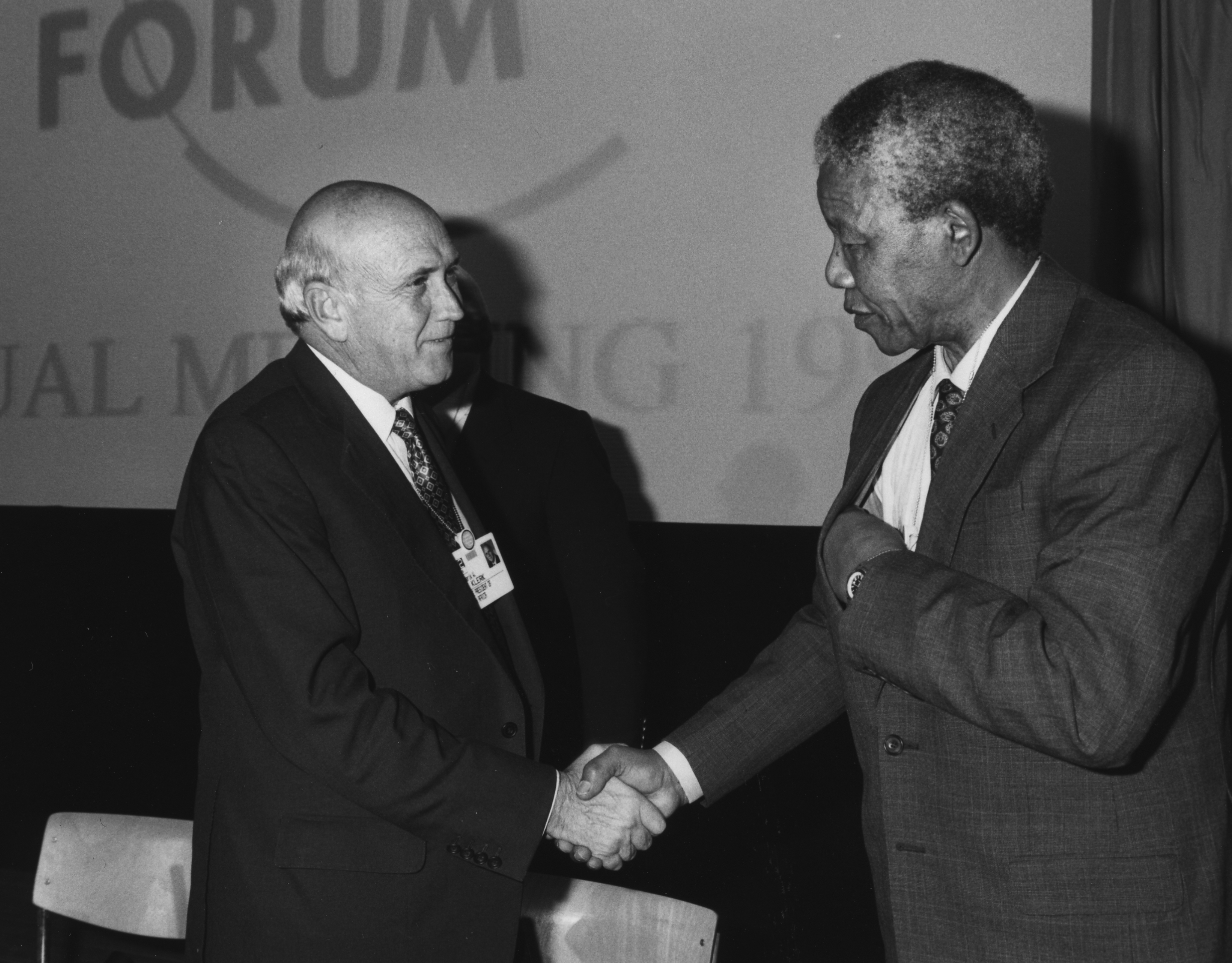
de Klerk és Mandela

1989-ben változás történt az államelnöki poszton, Frederik Willem de Klerket, a Nemzeti Párt liberális szárnyának vezetőjét választották elnökké, melynek hatására a reformfolyamat felgyorsult. Tárgyalások kezdődtek a kormány és az Afrikai Nemzeti Kongresszus között, melynek vezetői több mint 25 éve voltak bebörtönözve. Ekkor többeket szabadon engedtek. Még ugyanebben az évben a dél-afrikai csapatokat kivonták Namíbiából.
1990. február 2-án de Klerk egy sor alapvető intézkedést jelentett be. Feloldották az Afrikai Nemzeti Kongresszust, a Pánafrikai Kongresszust és a Dél-afrikai Kommunista Pártot betiltó rendelkezéseket, és bejelentették, hogy 27 évi raboskodás után rövidesen szabadon engedik Nelson Mandelát. A hosszan tartó tanácskozások az új alkotmányról, a választásokról, melyek célja egy nemzeti egységkormány létrehozása volt, és amelyeken minden nagykorú dél-afrikai állampolgár szavazhat, elmérgesítette az ellentétet a feketék szervezetei között. A többségében sosza etnikumú ANC és a Mangosuthu Buthelezi által vezetett zulu Inkatha Szabadság Párt között a vita nyílt összecsapásokba torkollott. A vérengzések nagyrészt a feketék lakta településeken és vidéken történtek és egyes tanyák és templomi gyülekezetek ellen is intéztek támadásokat. Az ANC és a vele szövetséges Dél-afrikai Kommunista Párt „mozgó tömeges akciónak” nevezett kampányt folytatott, ennek keretében széles körű sztrájkokra is sor került, amelyek nagy kárt okoztak a gazdaságnak. 1990 augusztusában Mandela pártja nyilatkozatban lemondott a kormány elleni fegyveres harcról, de a fekete szervezetek közötti erőszakos rivalizálás nem szűnt meg. 1991 júniusára hatályon kívül helyezték a rasszista törvényeket, felszámolták az apartheid jogi alapjait. A homelandeket egyesítették a Dél-afrikai Köztársasággal. A CODESA keretében folytatódtak a tárgyalások az új alkotmányról. 1992 januárjában az Európai Közösségek, 1993 októberében az ENSZ végleg feloldották a Dél-Afrika ellen még az 1970-es években elrendelt politikai és gazdasági embargót. 1993 decemberétől az 1994 áprilisában megtartott választásokig vegyes etnikai összetételű Átmeneti Végrehajtó Tanács kormányozta az országot. A meglepően békésen lefolyt választáson az ANC szerezte meg a leadott szavazatok közel 63%-át, s ezzel a 400 tagú nemzetgyűlésben 252 mandátumhoz jutott. A Nemzeti Párt 82 mandátumot, az Inkatha Szabadságpárt 43-at szerzett. A főleg afrikánereket tömörítő Szabadságfrontnak 9 mandátummal kellett megelégednie. A Demokrata Párt 7, a Pánafrikai Kongresszus 5, az Afrikai Kereszténydemokrata Párt 2 képviselő helyhez jutott. A fehérek uralma hivatalosan 1994. május 10-én ért véget, amikor Nelson Mandela a Dél-afrikai Köztársaság új elnökeként letette a hivatali esküt. Ezután az országot haladéktalanul visszavették a Nemzetközösségbe, az Afrikai Egységszervezetbe, az el nem kötelezett országok mozgalmába és számos, más nemzetközi szervezetbe, ahonnan az apartheid miatt annak idején kizárták.
Mandela visszavonulása után, 1999-ben az ANC képviseletében Thabo Mvuyelwa Mbekit választották elnöknek. Kívánatos, hogy Dél-Afrika immár valódi hazája legyen valamennyi ott élő etnikumnak. Azonban egyes afrikáner csoportok tiltakozása, az ANC és az Inkatha mozgalom közötti ellentétek miatt felhalmozódott feszültségek megoldása csak hosszú távon képzelhető el.